# Marie-Gabriel-Augustin Savard

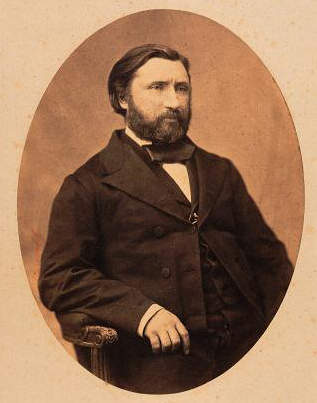
Marie-Gabriel-Augustin Savard

Marie-Gabriel-Augustin Savard (* 21. August 1814 in Paris; † 7. Juni 1881 ebenda) war ein französischer Musikpädagoge und Komponist.
Savard studierte am Pariser Konservatorium bei François Bazin und Simon Leborne. Nach Abschluss seiner Studien unterrichtete er dort ab 1843 Solfège, Harmonielehre und Kontrabass. Ab 1866 war er Professor für Kontrabass. Zu seinen Schülern zählen sein Sohn Augustin Savard, Cécile Chaminade, Eduard Reuss (1851–1911), Charles Lenepveu und Edward MacDowell; sein bekanntester Schüler war Jules Massenet.
Savard veröffentlichte ein das Lehrbuch der Harmonielehre: Cours complet d’harmonie théoretique et pratique (Paris 1863), das er um die zweibändigen Etudes d’harmonie pratique ergänzte. 1865 erschienen die vielfach neu herausgegebenen Principes de la musique et méthode de transposition.